# Magic Circle (London)
Mit dem Begriff Magic Circle werden umgangssprachlich die fünf Anwaltskanzleien Londons mit den höchsten Umsätzen bezeichnet. Diese sind:
- Allen & Overy
- Clifford Chance
- Freshfields Bruckhaus Deringer
- Linklaters
- Slaughter and May.[1]

## Weltweite Einordnung
Die vier Kanzleien, die weltweit die höchsten Umsätze erzielen, werden umgangssprachlich auch als Global Quartet bezeichnet.
Zu den zehn Kanzleien weltweit mit den höchsten Umsätzen gehörten 2017:
| Rang | Firma                                | Umsatz in Mrd. | Sitz                   |
| ---- | ------------------------------------ | -------------- | ---------------------- |
| 1    | Kirkland & Ellis                     | $3,17          | Vereinigte Staaten     |
| 2    | Latham & Watkins                     | $3,06          | Vereinigte Staaten     |
| 3    | Baker McKenzie                       | $2,62          | Vereinigte Staaten     |
| 4    | DLA Piper                            | $2,54          | Vereinigte Staaten     |
| 5    | Skadden, Arps, Slate, Meagher & Flom | $2,41          | Vereinigte Staaten     |
| 6    | Clifford Chance                      | $2,11          | Vereinigtes Königreich |
| 7    | Dentons                              | $2,03          | Vereinigte Staaten     |
| 8    | Freshfields Bruckhaus Deringer       | $2,03          | Vereinigtes Königreich |
| 9    | Allen & Overy                        | $2,02          | Vereinigtes Königreich |
| 10   | Linklaters                           | $2,01          | Vereinigtes Königreich |